# 尾崎妹加
尾崎 妹加（おざき まいか、1991年5月31日 - ）は、日本の女子プロレスラー、舞台女優。
※崎の戸籍上の正式表記は常用外漢字の﨑だが、一部メディアにおける常用外漢字の使用制限に従い、本項目では常用漢字の崎で表記する。

## 所属
- Actwres girl'Z（2015年 - 2016年）
- フリー（2016年 - ）

## 経歴
- 京都府立加悦谷高等学校在学中、ウエイトリフティング全国大会に3度優勝。日本代表としてアジア選手権にも出場。
- 卒業後、アミューズメントメディア総合学院大阪校に進学。
- その後、声優養成所を経て、2013年、演劇のろま集団に創設メンバーとして参加し、舞台女優として活動開始。

2015年
- Beginningのプレ大会となる2015年5月31日、新木場1stリング「Actress girl'Z プロローグ大会」でプロレスデビュー。播磨佑紀に勝利した[3]。9月6日の旗揚げ戦ではメインイベントに抜擢され、播磨佑紀と組み、まなせゆうな＆安納サオリ組と対戦し、安納をアルゼンチン・バックブリーカーで降した[3]。

2016年
- 3月、Beginningを退団。
- 7月9日、アイスリボンの道場マッチにて初参戦[4]し、以降も地方大会やイベントプロレスも含めレギュラー参戦。

2017年

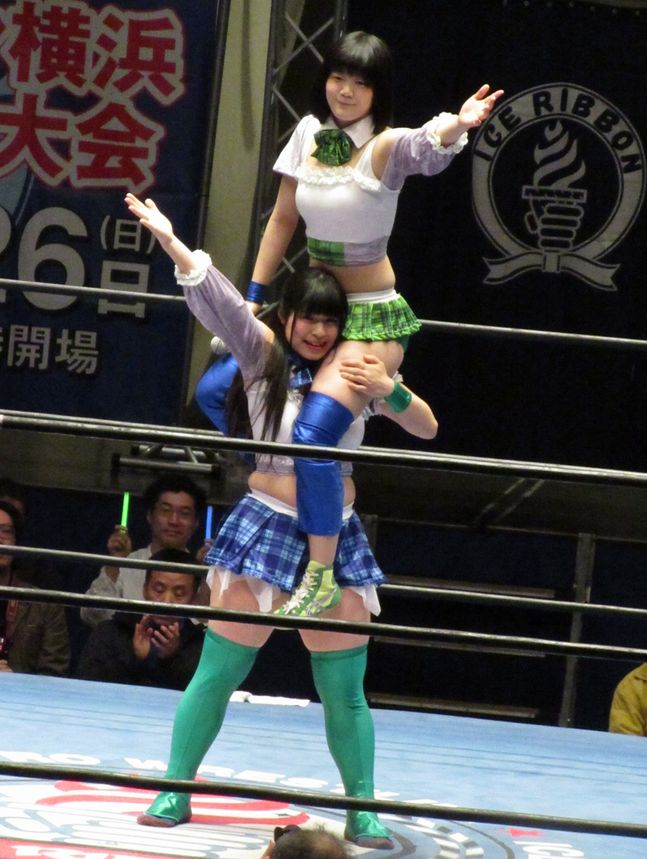
GEKOKU娘

- 1月21日、弓李と新チームを結成。後にチーム名を「GEKOKU娘（げこくじょう）」と命名。
- 5月5日、GEKOKU娘で、つくし&柊くるみの持つインターナショナル・リボンタッグ王座に初挑戦するが敗戦。
- 6月、声帯手術のためプロレス活動を1か月間休業。7月に復帰。
- 10月29日、アイスリボン後楽園ホール大会「Oktober Iceribbon Fest2017」にて次期ICEx∞挑戦者決定戦に出場し柊くるみ、藤田あかね、法DATEと対戦して勝利。次期挑戦者の権利を獲得する。
- 11月23日、アイスリボン横浜大会「横浜リボン2017・Nov.」にて世羅りさの持つICEx∞王座に挑戦するも敗北、王座獲得ならず。[5]
- 12月31日、アイスリボン後楽園ホール大会にて、Actress girl'ZとGEKOKU娘との抗争で、安納サオリ・本間多恵と対戦し、安納から直接勝利。

2018年
- 1月6日、アイスリボン横浜大会での試合後、安納からシングルマッチを要請され、「弓李をセコンドにつかせる事」と、「POP選手権試合とする事（王者である安納から直接勝利を奪っている事が理由）」を条件に、これを受諾する。
- 1月26日、Actress girl'Z Beginning大会にて安納サオリの持つPOP王座に挑戦するも敗北、王座獲得ならず。約2年ぶりの古巣への参戦となった。[6]
- 2月12日、アイスリボン大阪大会「大阪リボン2018」にて、弓李と共に世羅りさ&雪妃真矢の持つインターナショナルリボンタッグ王座に挑戦するが敗北。王座獲得ならず。[7]
- 3月25日、アイスリボン後楽園ホール大会「アイスリボンマーチ2018」で「6人タッグかしましトーナメント」に安納サオリ・本間多恵（Actress girl'Z創設メンバー）との「MAT」で出場。トーナメント1回戦でテキーラ沙弥、松屋うの、トトロさつきの「Chu♥トロ！」と対戦して勝利、準決勝進出を果たす。また、本大会で弓李とのアイドルユニット「GEKOKU☆娘fromアイスリボン」でアイドル＆CDデビューをした[8]。
- 5月13日、アイスリボン両国KFCホール大会にて、安納サオリ、と共に世羅りさ&雪妃真矢の持つインターナショナルリボンタッグ王座に挑戦するが敗北。王座獲得ならず。
- 6月16日、アイスリボン大阪大会「大阪リボン2018Ⅱ」で安納サオリ・本間多恵とともに「6人タッグかしましトーナメント」決勝戦に出場し柊くるみ・宮城もち・藤田あかねと対戦するが敗北。優勝ならず。
- 11月3日、アイスリボン大阪大会「大阪リボン2018Ⅲ」でICE×∞次期挑戦者決定トーナメントに出場し1回戦で弓李と対戦し勝利。2回戦進出を果たす。
- 11月10日、アイスリボン道場マッチ919においてICE×∞次期挑戦者決定トーナメント2回戦で華蓮DATEと対戦し勝利。準決勝進出を果たす。
- 11月24日、アイスリボン横浜大会「横浜リボン2018・Nov.」のICE×∞次期挑戦者決定トーナメント準決勝で宮城もちと対戦し勝利。決勝進出を果たす。
- 12月9日、アイスリボン両国KFCホール大会のICE×∞次期挑戦者決定トーナメント決勝で雪妃真矢と対戦し敗北。優勝ならず。
- 12月31日、アイスリボン後楽園ホール大会「RIBBONMANIA2018」で弓李と共にインターナショナルリボンタッグ王座戦を星ハム子、宮城もちと行い勝利。王座獲得に成功し第44代王者となる。

2019年
- 1月27日、アイスリボン名古屋大会「名古屋リボン2019」で弓李と共にインターナショナルリボンタッグ王座戦をテキーラ沙弥、ジュリアと行い勝利。1回目の王座防衛に成功した。
- 2月9日 、アイスリボン横浜大会「横浜リボン2019・Feb.」でつくし、トトロさつきとICE×∞王座次期挑戦権を賭けた巴戦を行った。結果はつくしが先に2勝したことで挑戦権を得ることができなかった。
- 2月17日、アイスリボン大阪大会「大阪リボン2019]でトトロさつき、青木いつ希を相手にパートナーの弓李とインターナショナルリボンタッグ王座を行い勝利。2回目の王座防衛に成功した。
- 3月17日、アイスリボン千葉大会「千葉リボン」2部で世羅りさ、雪妃真矢を相手にパートナーの弓李とインターナショナルリボンタッグ王座を行い敗北。王座防衛に失敗した。
- 5月6日、アイスリボン道場マッチ959で「絆トーナメント」にテキーラ沙弥との「Let'sモリモリ」で出場。トーナメント1回戦でつくし、ジュリアの「スパンキーズ」と対戦し勝利。２回戦進出となった。
- 5月18日、アイスリボン道場マッチ959で「絆トーナメント」にテキーラ沙弥との「Let'sモリモリ」で出場。トーナメント2回戦で柊くるみ、Yappyの「XL Breakers」と対戦し勝利。準決勝進出となった。
- 5月25日、アイスリボン大阪大会「大阪リボン2019・Ⅱ」で「絆トーナメント」にテキーラ沙弥との「Let'sモリモリ」で出場。トーナメント準決勝で世羅りさ、鈴季すずの「二輪走」と対戦し敗北。準決勝敗退となった。
- 8月11日、アイスリボン新潟大会「新潟リボン」でICEx∞王座決定トーナメントに出場。トーナメント1回戦で藤田あかねと対戦し勝利。2回戦進出となった。
- 8月14日、 アイスリボン夏祭り2019 in 上野「アイスリボン977」でICEx∞王座決定トーナメントに出場。2回戦でつくしと対戦し敗北。準々決勝進出ならず。
- 12月31日、アイスリボン後楽園ホール大会「RIBBONMANIA2019」で雪妃真矢の持つICEx∞王座に挑戦したが敗北。王座獲得ならず。

2022年
- 4月15日、『後楽園ホール60周年還暦祭』にMIRAIと組みタッグマッチで出場[9]。
- 9月23日、666Vol.120新木場大会にて3WAYのラダーマッチ形式でおこなわれた666認定きかんしゃ級王座選手権試合に雪妃真矢とともに挑戦し王座奪取。[10]

2023年
- 1月3日から始まる、スターダムの6人タッグリーグ戦の「TRIANGLE DERBY」にラム会長、雪妃真矢とのトリオで出場[11]。しかしながら、決勝トーナメント進出は果たせなかった。

## 得意技
アルゼンチン・バスター
アルゼンチン・バックブリーカーの体勢で相手を担いだ状態で右方向に回転その反動をいかして左方向に回転させた勢いで相手を前方に叩きつける豪快技。
ラリアット
アルゼンチン・バックブリーカー
二人同時に担いだり、一旦ファイヤーマンズキャリーに担いでから跳ね上げてアルゼンチンに移行する等のパターンもある
マイカバスター
キン肉バスターの体勢で相手を担いだ状態から後方にブリッジしてフォールをする。
ダイビング・セントーン
スパイン・ボム

## タイトル歴
- W.W.W.D認定世界シングル王座
- インターナショナルリボンタッグ王座（パートナーは弓李→雪妃真矢）
- AWGタッグ王座 - 初代（パートナーは本間多恵）
- トライアングルリボン王座
- 666認定きかんしゃ級王座（パートナーは雪妃真矢）
- W.W.W.D認定世界タッグ王座（パートナーは本間多恵）
- WAVE認定タッグ王座（第37代、パートナーは本間多恵）

## 入場曲
- Virgin's High!/ MELL

## 出演舞台
- 2013年
  - 演劇のろま集団旗揚げ公演【STAND UP!】（11月9日～11月11日）
- 2014年
  - 演劇集団水色革命【フィリピン人の父に投げっぱなしジャーマン】（4月9日～4月13日）
  - 演劇のろま集団第2弾公演【WONDERS～ある奇跡の物語～】（8月29日～8月31日）
  - M&HプロデュースThe1st【DOLLS～魂を受け継ぐ者達～】（11月6日～11月9日）
- 2015年
  - 演劇のろま集団第3回公演【トランプ】（7月10日～7月13日）
  - 演劇のろま集団第4回公演【はじまり、はじまり】 (11月12日～11月15日）
- 2016年
  - 演劇のろま集団第5回公演【ヲタクの花道】 (6月23日～6月26日）
  - 演劇のろま集団第6回公演【青いベンチと恋のフロンティア】 (10月20日～10月23日）
- 2017年
  - 演劇のろま集団第7回公演【欲望さんといっしょ】 (4月26日～4月30日）
  - 演劇のろま集団第8回公演【オノレ・レシーブ】 (9月28日～10月1日）
- 2018年
  - 演劇のろま集団第9弾公演【WONDERS～ある奇跡の物語～】（2月22日～2月25日）
  - 劇団水色革命第17本公演【グラスの中に広がる大地】（4月5日～4月8日）
  - 演劇のろま集団第10弾公演【裏切りのシャッター通り】（10月24日～10月28日）

## CD
- 「イェーイ!めっちゃ下剋上☆」GEKOKU☆娘 from アイスリボン（2018年3月25日）